# ベルギッシュ・グラートバッハ

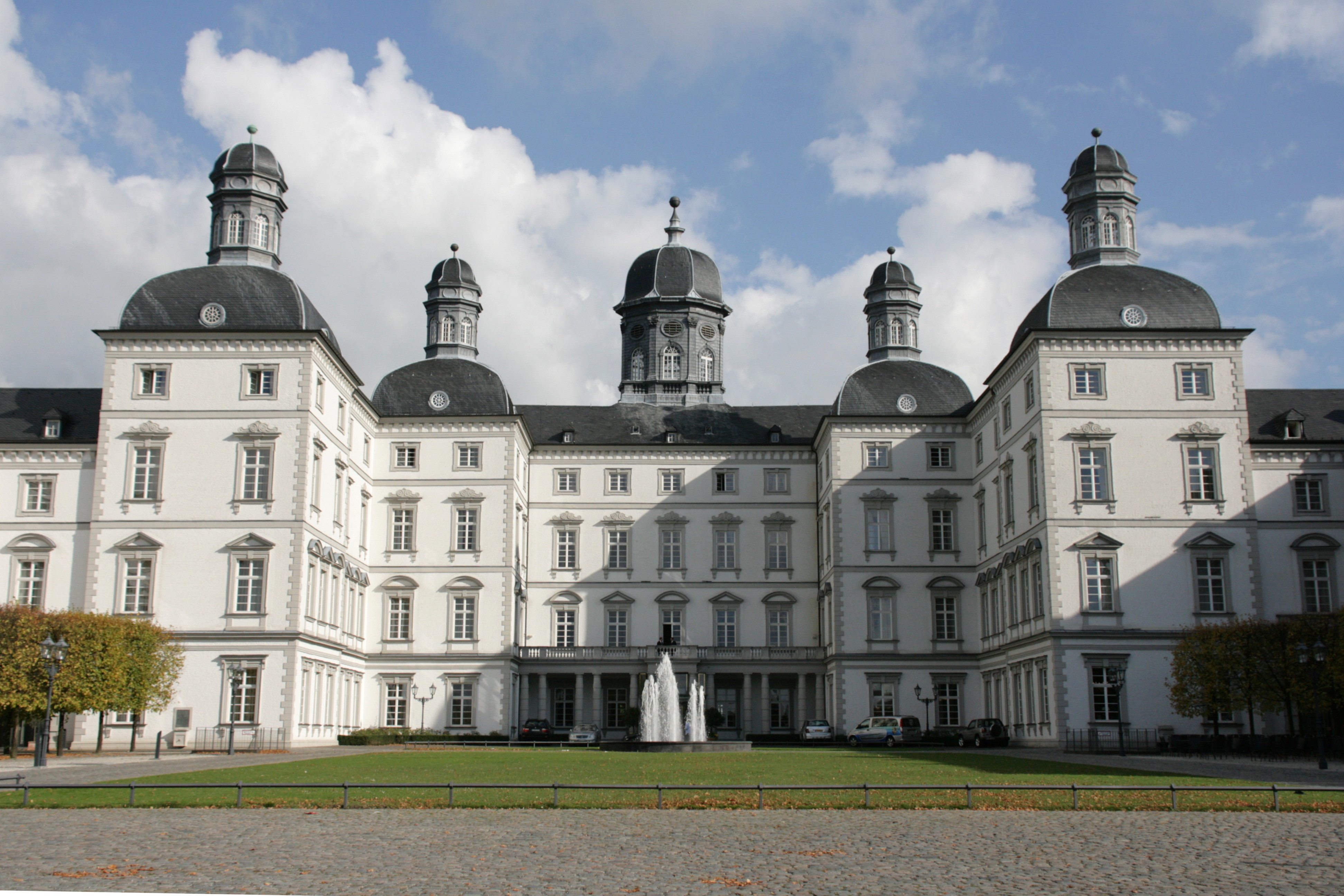
ベンスベルク城

ベルギッシュ・グラートバッハ (Bergisch Gladbach) はドイツのノルトライン＝ヴェストファーレン州ライニッシュ＝ベルギッシャー郡の都市である。ライン川の東にあり、ケルンから10 kmの距離にある。人口は約11万人である。

## 姉妹都市
- ブルゴワン＝ジャイユー（フランス）
- ルートン（イギリス）
- フェルセン（オランダ）
- ジョアンヴィル＝ル＝ポン （フランス）
- ラニーミード（イギリス）
- マリヤンポレ（リトアニア）
- リマソール（キプロス）
- プシュチナ（ポーランド）

## 主な出身者
- ファビアン・ハンビューヘン - 体操競技選手
- ハイディ・クルム - モデル
- ティム・ヴィーゼ - サッカー選手
- マッツ・フンメルス - サッカー選手
- ウーヴェ・オンマー  - 写真家

## 引用
1. ↑  Bevölkerung der Gemeinden Nordrhein-Westfalens am 31. Dezember 2023 – Fortschreibung des Bevölkerungsstandes auf Basis des Zensus vom 9. Mai 2011